# Trichomoeris
Trichomoeris is een geslacht van vlinders van de familie sikkelmotten (Oecophoridae), uit de onderfamilie Oecophorinae.

## Soorten
- T. amphichrysa Meyrick, 1913
- T. heterochrysa Meyrick, 1922